# 일로초등학교 청망분교
일로초등학교 청망분교는 대한민국 전라남도 무안군에 있는 공립 초등학교이다.

## 학교 연혁
- 1994년 9월 1일: 개교

## 참고 자료
- 일로초등학교청망분교장 - 한국교육학술정보원 학교알리미